# Ville-la-Grand
Ville-la-Grand – miejscowość i gmina we Francji, w regionie Owernia-Rodan-Alpy, w departamencie Górna Sabaudia.
Według danych na rok 1990 gminę zamieszkiwało 6469 osób, a gęstość zaludnienia wynosiła 1441 osób/km² (wśród 2880 gmin regionu Rodan-Alpy Ville-la-Grand plasuje się na 127. miejscu pod względem liczby ludności, natomiast pod względem powierzchni na miejscu 1557.).